# Waga ciężka

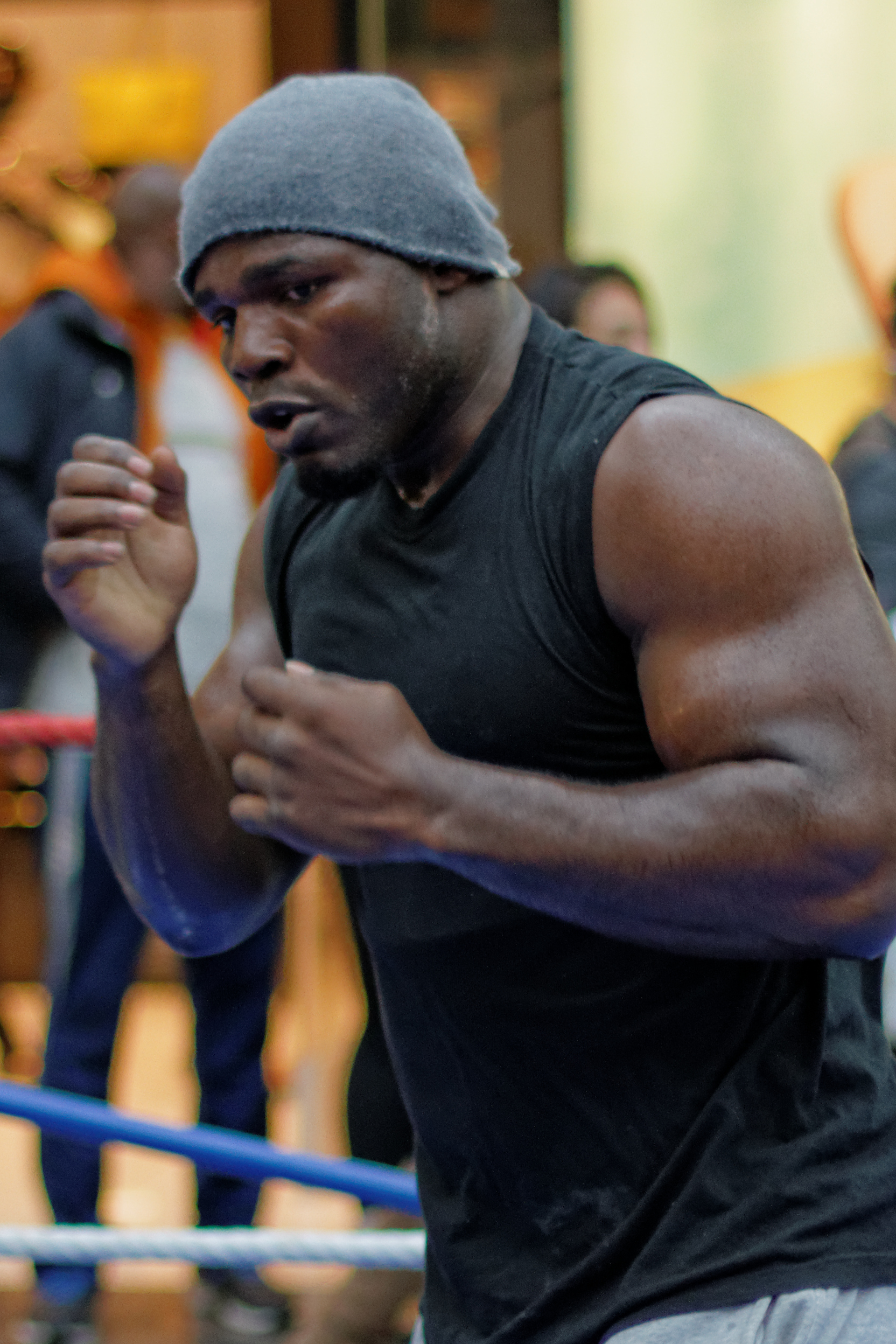
Pięściarz wagi ciężkiej

Waga ciężka – kategoria wagowa zawodników głównie sportów walki oraz sztangistów.

## Informacje
Waga ciężka występuje przede wszystkim w sportach walki i często jest najwyższą kategorią wagową, w jakiej zawodnicy mogą rywalizować ze sobą. Największe różnice można zaobserwować jednak w samym kick-boxingu, gdzie nie ma zunifikowanych kategorii i limity wagowe zależą głównie od danej organizacji, federacji czy związku sportowego, w jakim zostały ustalone.
Limity wagowe zmieniały się na przestrzeni lat w poszczególnych sportach i aktualnie wyglądają następująco: 
- Boks – ponad 90,7 kg (>200 lb)[1][2]
- Boks tajski – ok. 95 kg (209 lb)[3]
- Kick-boxing[4]:
  - GLORY – ponad 95 kg (+209 lb)[5]
  - ISKA – do 100 kg (-220 lb)[6]
  - WAKO – do 88,6 kg (-195,3 lb)[7]
  - WKN – do 96,6 kg (213 lb)[8]
- MMA – do 120 kg (+205 lb)[9]
- Podnoszenie ciężarów – 109 kg (kobiety 87 kg)[10]
- Zapasy:[11]
  - styl wolny – 125 kg (275,5 lb)
  - styl klasyczny – 130 kg (286,6 lb)